# Konzol (befogott tartó)

Konzolok vázlata. A felső kép befogott tartót, az alsó két pontján megtámasztott és az egyik alátámasztáson túlnyúló tartót ábrázol

A konzol egyik végén befogott vagy alátámasztásán túlnyúló tartó, gerenda, rúd, lemez. Konzolos szerkezeteket gyakran használnak az épületekben, tartószerkezetekben, hidakban, gépszerkezetekben.

## Példák

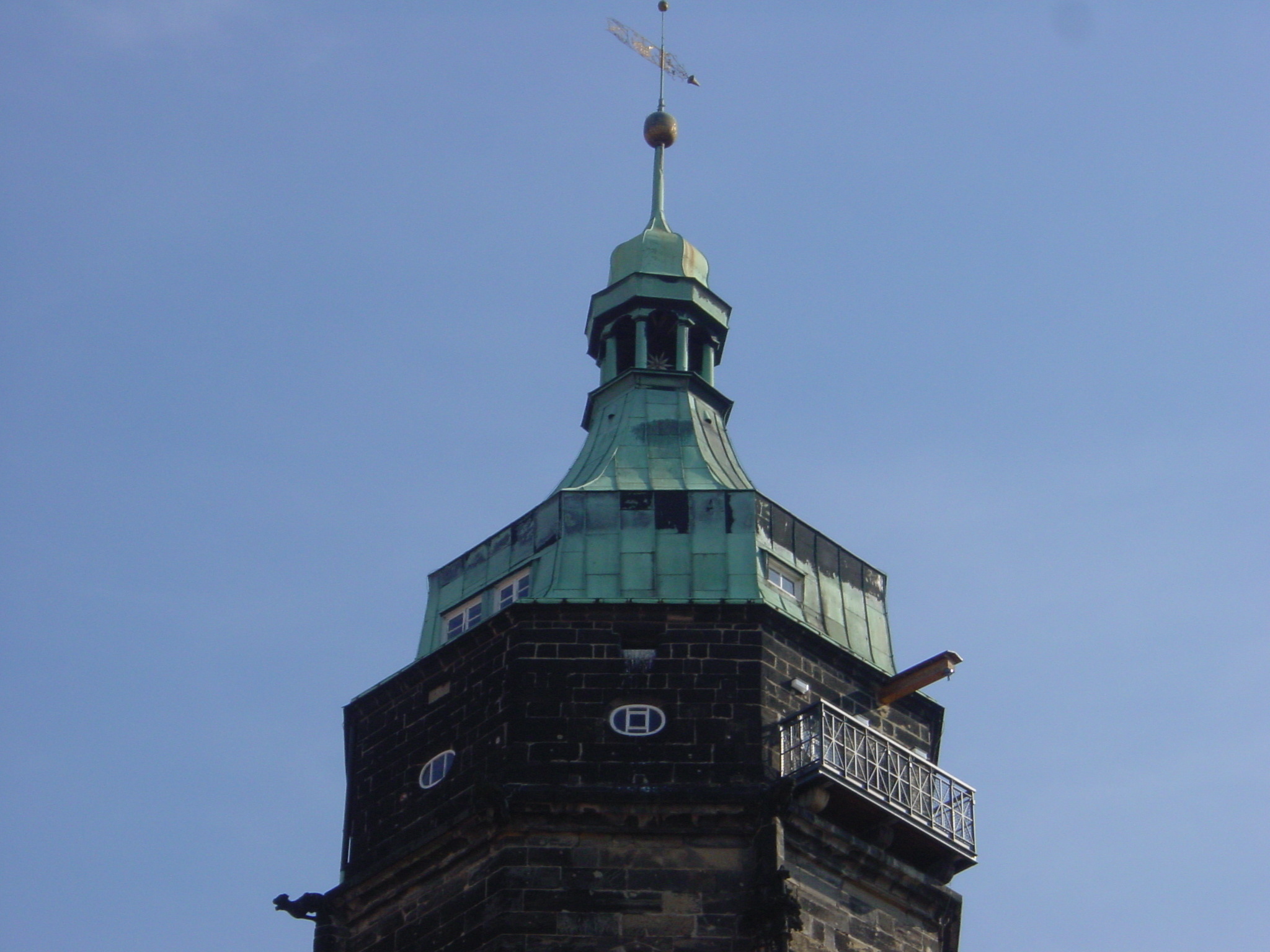
Templomtorony erkéllyel
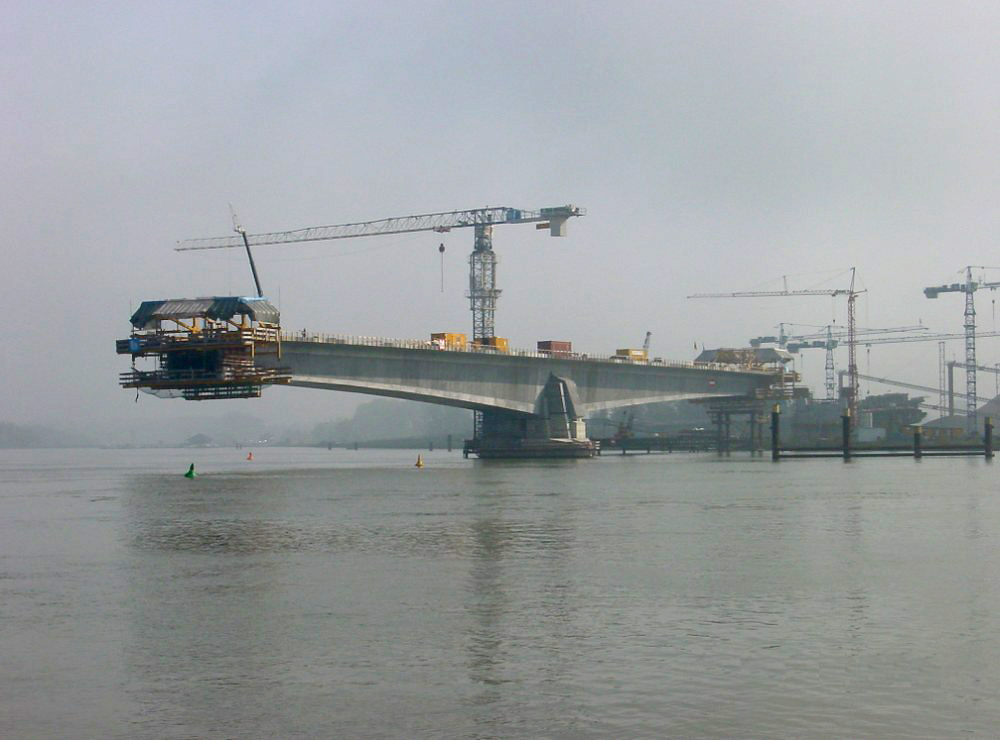
Híd szerelése konzolos technikával
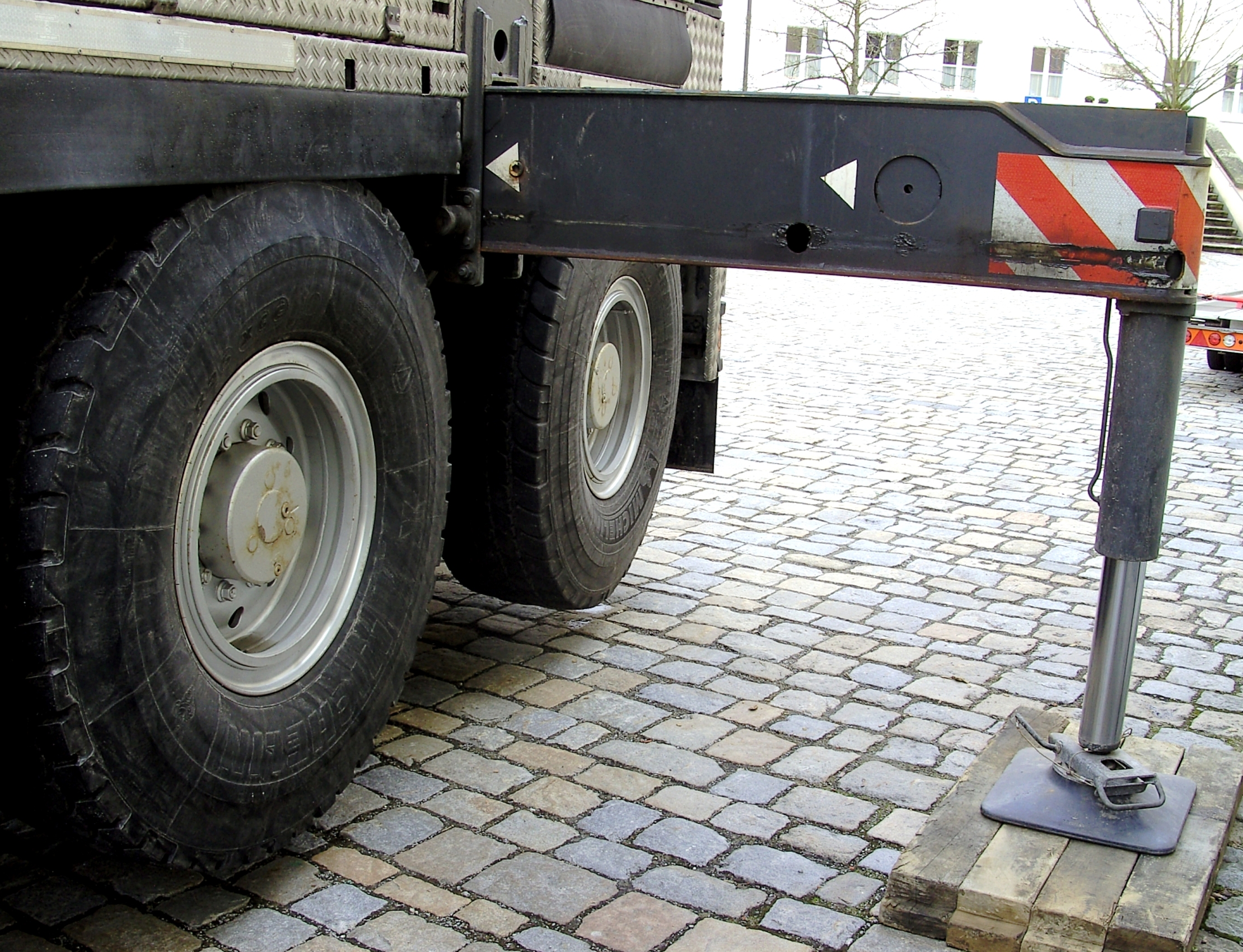
Autódaru konzolos alátámasztása
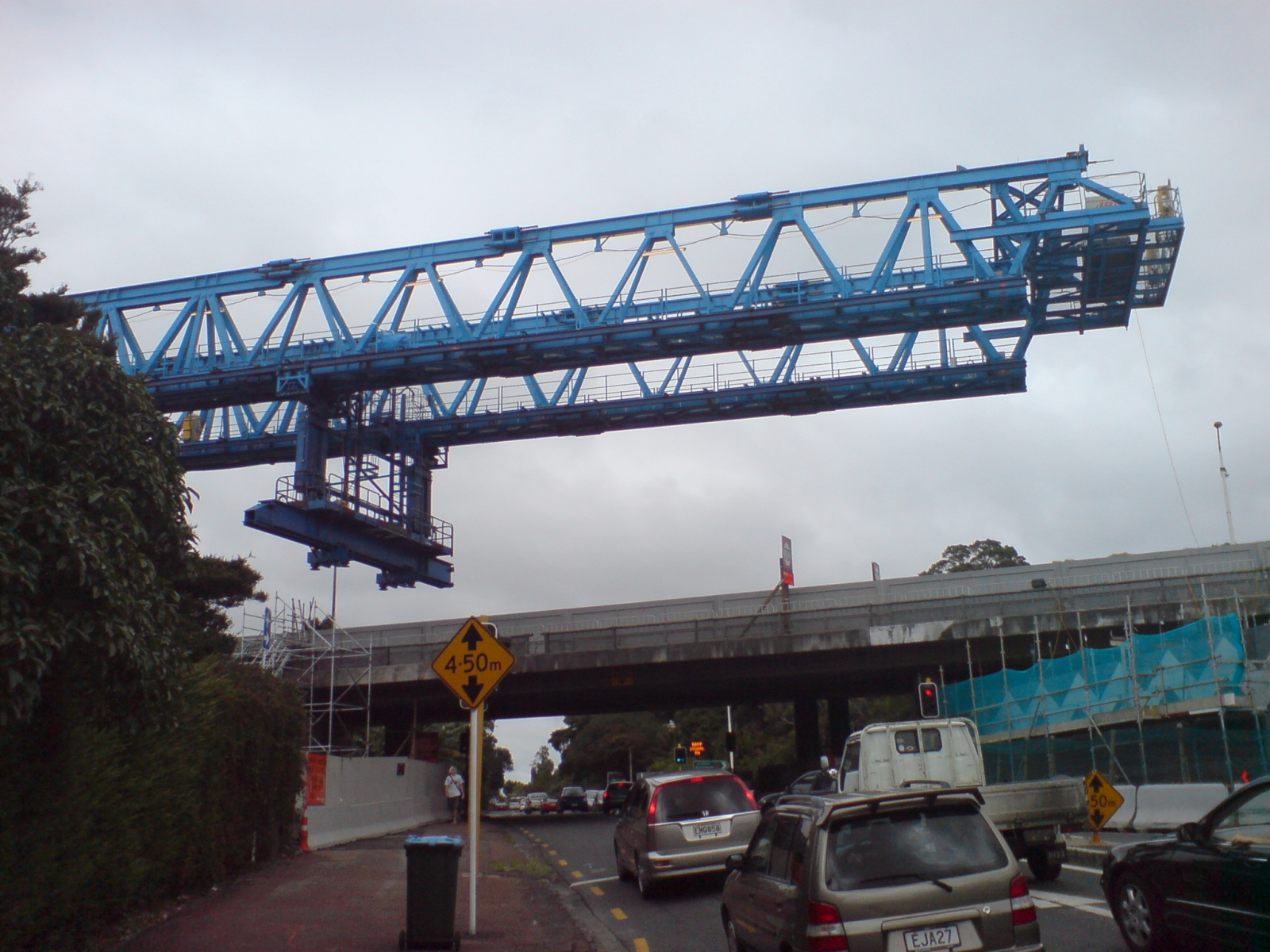
Kikötői daru
Radiális szivattyú járókereke konzolos tengelyvégen